# Americardia lightbourni
Americardia lightbourni is een tweekleppigensoort uit de familie van de Cardiidae. De wetenschappelijke naam van de soort is voor het eerst geldig gepubliceerd in 2012 door H.G. Lee & Huber.